# 斯里蘭卡總統府
斯里蘭卡總統府是斯里兰卡总统的官邸和工作场所，它位于斯里蘭卡可倫坡。1804年後當地是英国駐錫蘭总督的住所，1972年斯里兰卡獨立後成為總統府所在地。

## 外部鏈接
- www.sundaytimes.lk （页面存档备份，存于）